# Carbon Hill (Alabama)
Carbon Hill is een plaats (city) in de Amerikaanse staat Alabama, en valt bestuurlijk gezien onder Walker County.

## Demografie
Bij de volkstelling in 2000 werd het aantal inwoners vastgesteld op 2071.
In 2006 is het aantal inwoners door het United States Census Bureau geschat op 2050, een daling van 21 (-1,0%).

## Geografie
Volgens het United States Census Bureau beslaat de plaats een oppervlakte van
14,4 km², waarvan 14,3 km² land en 0,1 km² water. Carbon Hill ligt op ongeveer 182 m boven zeeniveau.

## Plaatsen in de nabije omgeving
De onderstaande figuur toont de plaatsen in een straal van 24 km rond Carbon Hill.